# موريس ك. سميث
موريس ك. سميث (بالإنجليزية: Maurice K. Smith) هو مهندس معماري نيوزيلندي، ولد في 1 سبتمبر 1926.